# Konzeption Kollektiver Sicherheit im Pazifischen Raum
Die Konzeption Kollektiver Sicherheit im Pazifischen Raum sollte durch die Schaffung eines Abkommens zur Gegenseitigen Unterstützung (Pazifisches Abkommen) dem Widerstand gegen Japans Wiederbewaffnung nach dem Zweiten Weltkrieg entgegenarbeiten. Sie wurde jedoch nicht umgesetzt.
Diese Konzeption wurde erstmals im Frühjahr 1950 erwogen, als der Plan eines Friedensvertrages mit Japan aufkam. Angesichts der Bedrohung durch die UdSSR änderten die USA damals ihre Besatzungspolitik in Japan und zielten auf eine Anerkennung der Unabhängigkeit Japans, um es als ein Mitglied dem „westlichen“ Lager hinzuzufügen. Aber Japans Unabhängigkeit anzuerkennen, bedeutete, dass es von Beschränkungen seiner Souveränität befreit wird, und dass es wieder eine Militärmacht aufbauen konnte. Daher opponierten Australien, Neuseeland, und die Philippinen stark gegen Japans Unabhängigkeit. Die USA bemühten sich, die Ängste dieser Staaten vor einer erneuten Bedrohung durch Japan zu zerstreuen, indem sie die Idee der Konzeption Kollektiver Sicherheit im Pazifischen Raum vorschlugen.
Es kann gesagt werden, dass diese Konzeption zu einer asiatischen NATO geführt hätte. Die Konzeption ähnelte dem Pleven-Plan, der beabsichtigte, eine erneute Bedrohung durch Deutschland auszuschließen. In der Konzeption der USA in Asien sollten Japan, die USA, Australien, Neuseeland, die Philippinen und Indonesien das Pazifische Abkommen schließen, ein lockeres militärisches Bündnis. Keine gemeinsame Armee und kein einheitlicher Oberbefehl waren jedoch geplant, nur eine Agentur für regelmäßige Verhandlungen.
Aus verschiedenen Gründen endete diese Konzeption als Misserfolg und wurde nie verwirklicht. Erstens waren Großbritannien, Indochina und andere Länder von der Konzeption des Pazifischen Abkommens ausgeschlossen, wogegen Großbritannien heftig protestierte. Zweitens war es schwierig, die militärische Kooperation der asiatischen Länder in die Praxis umzusetzen. Vor allem aber hatte Japan keine Absicht, an einer solchen Vereinbarung teilzunehmen. Japan hatte damals eine äußerst zurückhaltende Einstellung zur Frage der Wiederaufrüstung und bereitete sich nicht aktiv darauf vor, an einem System regionaler kollektiver Sicherheit teilzunehmen, weil dann die japanische Verfassung geändert werden müsste.
Im Ergebnis schlossen die USA mit Australien und Neuseeland das ANZUS-Abkommen und garantierten damit die Sicherheit dieser beiden Länder. Die USA schlossen auch mit den Philippinen einen ähnlichen Sicherheitsvertrag. Folglich unterschied sich die sicherheitspolitische Lage in Ostasien und dem pazifischen Raum stark von der in Europa. Um einer Bedrohung durch Japan entgegenzuwirken, schlossen verschiedene Länder bilaterale Abkommen mit den USA; zu einem System der kollektiven Sicherheit sollte es letztlich bis heute nicht kommen.